# Epicauta sparsicapilla
Epicauta sparsicapilla is een keversoort uit de familie van oliekevers (Meloidae). De wetenschappelijke naam van de soort is voor het eerst geldig gepubliceerd in 2007 door Yang & Ren.